# Kromtitangult
|                             |
|                             |
| Kromtitangult i olika toner |

Kromtitangult, C.I. Pigment Brown 24 (77310), är ett av de mest använda pigmenten i gruppen komplexa oorganiska pigment. Färgen kan vara från varmt gyllengul till medelmörk ockraton, beroende på partikelstorlek.
Pigmentet utgörs av kromantimontitanat med den ungefärliga kemiska formeln (Ti0,90Cr0,05Sb0,05)O2. Det bildar kristaller med rutilstruktur och har utmärkt ljusäkthet och generellt mycket hög tålighet.